# Військова академія (Одеса)
Військо́ва акаде́мія (м. Одеса) — міжвидовий вищий військовий навчальний заклад, який здійснює підготовку військових фахівців за освітніми рівнями «бакалавр» та «магістр», освітньо-науковим рівнем «доктор філософії» для Збройних Сил України та інших військових формувань, мовну підготовку військовослужбовців та працівників Збройних Сил України, підвищення кваліфікації військовослужбовців і науково-педагогічних працівників та підготовку студентів за програмою підготовки офіцерів запасу.

## Історія

### Військова академія
Військова академія в Одесі створена на базі Військового інституту Одеського національного політехнічного університету відповідно до постанови Кабінету Міністрів України від 23 березня 2011 року № 286 «Про реорганізацію Військового інституту Одеського національного політехнічного університету у Військову академію (м. Одеса)» та наказу Міністра оборони України та Міністра освіти і науки, молоді та спорту України від 19 квітня 2011 року № 211/353 «Про заходи щодо реорганізації Військового інституту Одеського національного політехнічного університету». Президент України 17 листопада 2011 року вручив Бойовий Прапор особовому складу Військової академії (Одеса).
Постанову Кабінету Міністрів України у 2011 році було підписано прем'єр-міністром України Миколою Азаровим. Ним же у 2006 році ще як першим віце-прем'єр-міністром було підписано іншу постанову «Про реорганізацію Одеського інституту Сухопутних військ» (від 30 серпня 2006 р. № 1254), коли попередника Військової академії було передано Одеському політеху. До вивчення цієї теми було залучено чимало спеціалістів включаючи Раду офіцерів Одеського інституту Сухопутних військ, профільний комітет Верховної Ради і багато інших. Під час цих перетворень група ветеранів Збройних Сил була стурбована, що земля, майно навчального закладу будуть розграбовані. 
Сам Одеський інститут Сухопутних військ було створено у 1993 році на базі трьох Одеських військових училищ, що функціонували у місті за СРСР, а також до нового інституту було переведено інструкторів і студентів одного з київських військових училищ. Організатором і першим начальником був генерал-майор Цибуленко Микола Васильович.
- Київське вище загальновійськове командне училище
- Одеське вище артилерійське командне училище
- Одеське вище військове об'єднане командно-інженерне училище ППО
- Одеське вище військове об'єднане командне училище

Слід відзначити, що два останні училища належали Генеральному штабу Збройних сил СРСР.
Головним корпусом навчального закладу є будівля бувшого кадетського корпусу періоду імперії Романових. Будівництво будинку було закінчено у 1905 році, а відповідальним за будівництво був військовий інженер Павло Кошлич.
У травні 2025 року академію з вісьмома іншими українськими вищими військовими навчальними закладами було включено до мережі Європейського коледжу безпеки та оборони (ESDC).

## Освітня діяльність

### Підготовка військових фахівців
Спеціальності:

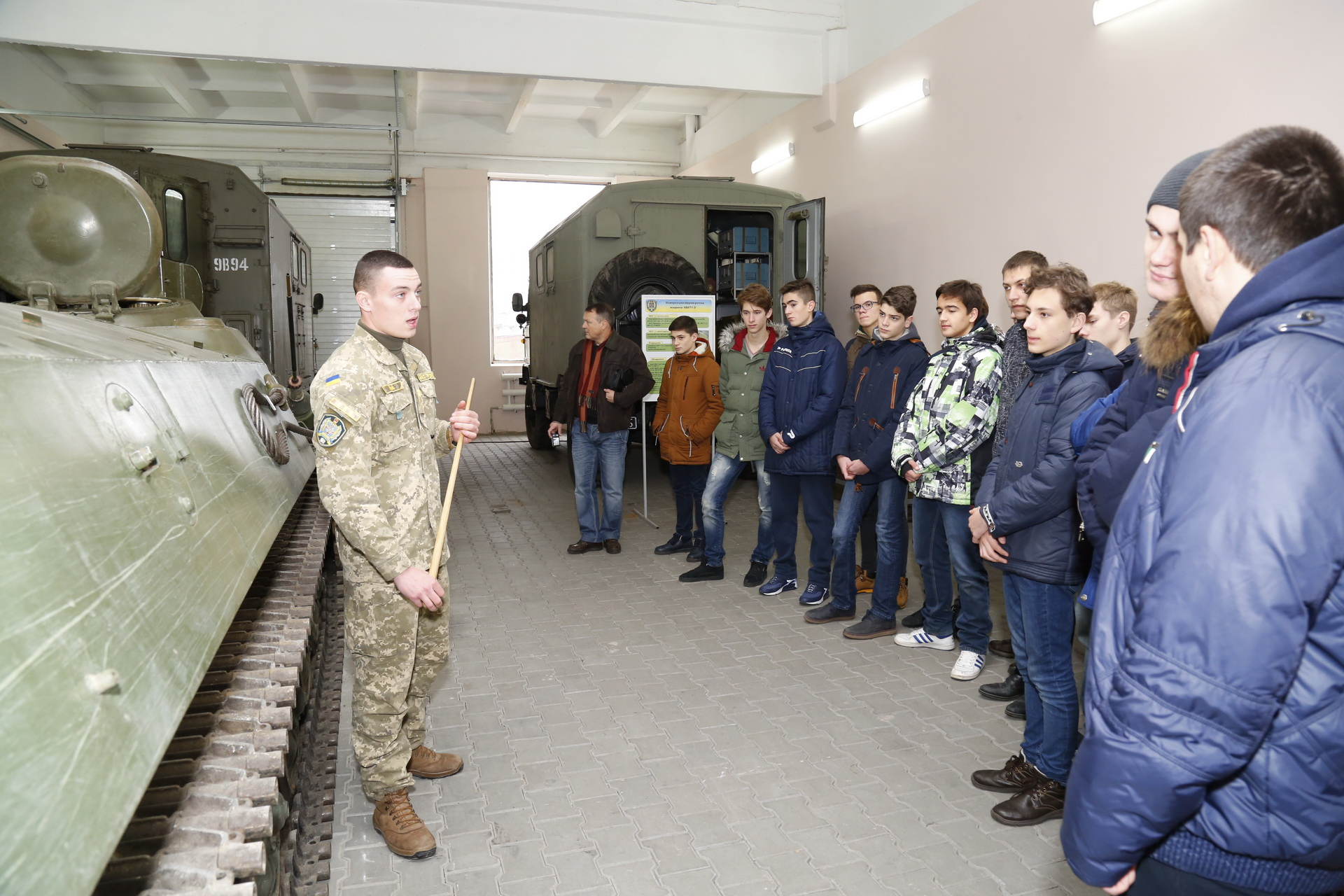
День відкритих дверей у Військовій академії з нагоди Дня Сухопутних військ (2016)

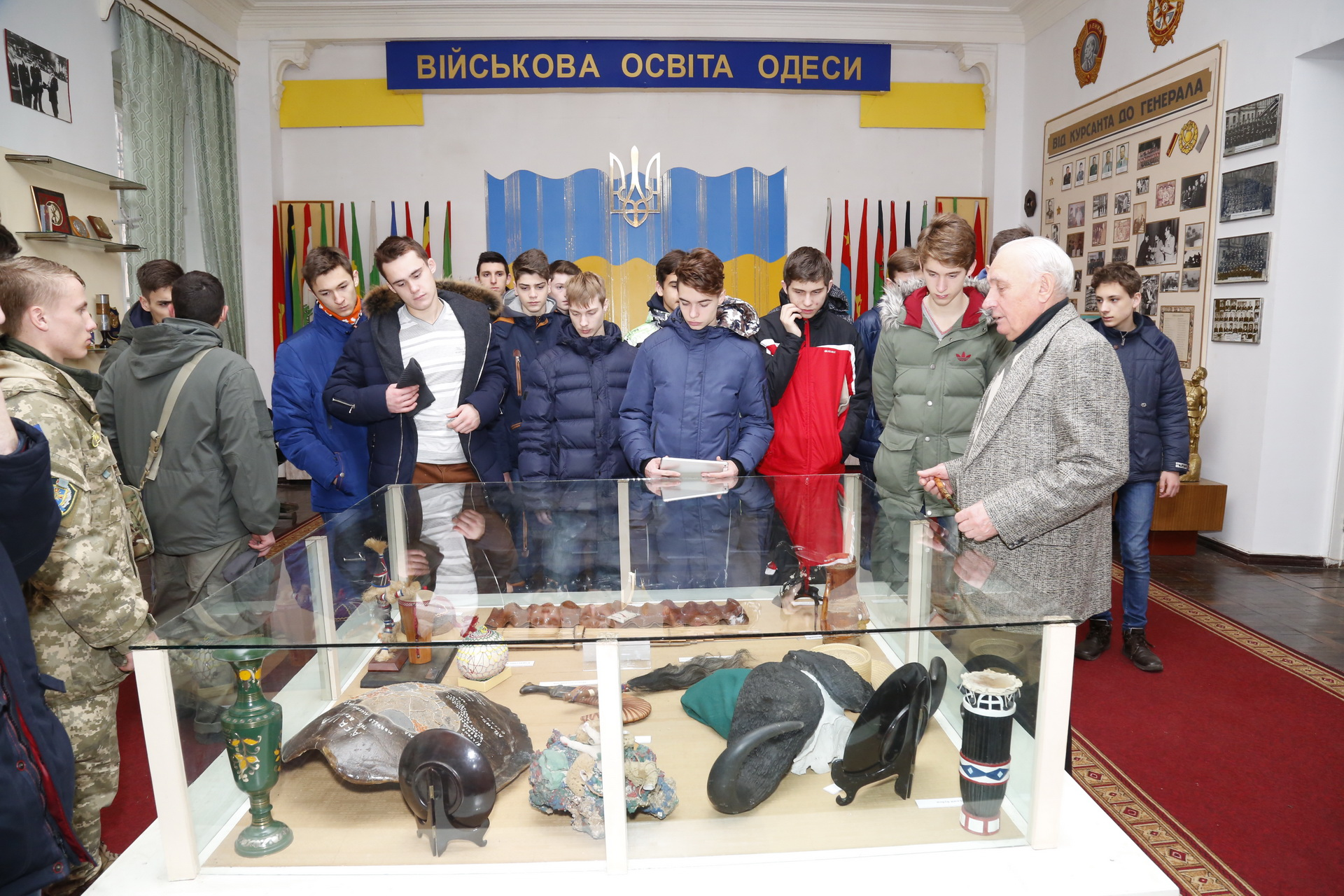
День відкритих дверей у Військовій академії з нагоди Дня Сухопутних військ (2016)

1. «Військове управління (за видами Збройних Сил)», спеціалізації:
- «Управління діями підрозділів десантно-штурмових військ»;
- «Управління діями підрозділів морської піхоти»;
- «Управління діями підрозділів військової розвідки»;
- «Управління діями підрозділів сил спеціальних операцій»;
- «Організація розвідувально-інформаційної роботи у військових частинах (підрозділах)»;

2. «Забезпечення військ (сил)», спеціалізація:
- «Продовольче забезпечення військ (сил)»;
- «Речове забезпечення військ (сил)»;
- «Забезпечення підрозділів (частин, з'єднань) ракетним паливом, пальним та мастильними матеріалами»;
- «Квартирно-експлуатаційне забезпечення військ (сил)»;

3. «Електроенергетика, електротехніка та електромеханіка», спеціалізації:
- «Експлуатація і ремонт ракетного, артилерійського озброєння»;
- «Боєприпаси, вибухові пристрої, освітлювальні та сигнальні засоби»;

4. «Автомобільний транспорт», спеціалізація:
- «Військова автомобільна техніка»;
- «Транспортна логістика».

Термін навчання — 4 та 5 років.

### Мовна підготовка військовослужбовців та працівників ЗСУ
Мовна підготовка військовослужбовців та працівників ЗСУ (англійська мова) здійснюється згідно Концепції навчання Іноземних мов у військових навчальних закладах Міністерства оборони України, затвердженої наказом Міністра оборони України від 01.06.2009 № 267, наказу Міністра оборони України від 17.05.2010 № 250 «Про затвердження Положення про курси Іноземних мов у Збройних Силах України».
Термін навчання — три місяці.

### Підвищення кваліфікації військовослужбовців та науково-педагогічних працівників
Відповідно до наказу Міністра оборони України від 04.04.2017 року № 202 «Про організацію та проведення підвищення кваліфікації військовослужбовців, працівників Збройних Сил України та державних службовців Міністерства оборони України та Збройних Сил України» на Військову академію покладено проведення занять по підвищенню кваліфікації за відповідними посадами.
Курси проводяться з метою забезпечення безперервної підготовки та перспектив просування по службі військовослужбовців та державних службовців Збройних Сил України, отримання ними знань, умінь і практичних навичок для виконання обов'язків за посадами, а також призначення на вищі посади.
Термін навчання — від двох тижнів до двох місяців.

### Підготовка студентів за програмою підготовки офіцерів запасу
У зв'язку з реорганізацією факультету підготовки офіцерів запасу, з вересня 2018 року найменування — кафедра військової підготовки.
Кафедра здійснює підготовку студентів вищих навчальних закладів Південного регіону України за програмою підготовки офіцерів запасу з щорічним ліцензованим обсягом набору до 1200 осіб, термін навчання 2 роки, форма навчання — за контрактом.
Навчання проводиться за 12 військово-обліковими спеціальностями:
- « Бойове застосування механізованих з'єднань, військових частин і підрозділів»;
- « Бойове застосування аеромобільних (повітрянодесантних), гірсько-піхотних і морської піхоти з'єднань, військових частин, підрозділів»;
- « Бойове застосування радіозв'язку спеціальної розвідки»;
- « Бойове застосування військових частин і підрозділів військової розвідки»;
- « Бойове застосування з'єднань, військових частин і підрозділів спеціального призначення (крім морських)»;
- « Бойове застосування з'єднань, військових частин і підрозділів спеціального призначення ВМС ЗСУ»;
- « Бойове застосування змішаних з'єднань, військових частин і підрозділів зв'язку (крім підрозділів і військових частин зв'язку та радіотехнічного забезпечення авіації)»;
- « Організація забезпечення матеріально-технічними засобами служби пального»;
- « Організація продовольчого забезпечення»;
- « Організація речового забезпечення»;
- « Експлуатація та ремонт стрілецького озброєння і засобів ближнього бою»;
- « Психологія».

Термін навчання — 2 роки

## Структура
У Військовій академії зосереджено потужний науково-педагогічний потенціал. Наукові ступені і вчені звання мають близько двухсот чоловік. Військова академія має сучасну навчально-матеріальну базу, основу якої складають класи і лабораторії академії, оснащені необхідним навчальним і лабораторним обладнанням, зразками озброєння і військової техніки, технічними засобами навчання та сучасною обчислювальною технікою, а також комп'ютерні класи з підключенням до мережі Інтернет та бібліотека з читальним залом.
Для виконання вправ навчальних стрільб в пункті постійної дислокації є стаціонарний стрілецький тир, а також пневматичний та електронний тири. Спортивні споруди та місця для занять з фізичної підготовки включають зал спортивних і рухових ігор, тренажерний зал, спеціалізований зал для рукопашного бою, спортивний майданчик з гімнастичними спорудами, майданчик для гри у баскетбол, смуга перешкод, футбольне поле із замкнутою біговою доріжкою.

## Символіка
На емблемі Одеської військової академії перехрещено смолоскип і меч, на які покладено червоний щит зі срібним якорем міського герба Одеси.

## Начальники
- генерал-майор Цибуленко Микола Васильович (1992—1994) — Одеський інститут Сухопутних військ
- генерал-майор Гуляк Олег Вікторович (2012—2021)
- бригадний генерал Шевченко Олексій Миколайович (2022—2023)
- генерал-майор Делятицький Дмитро Євгенович (2023—2024)
- генерал-майор Ковальчук Андрій Трохимович (з 12.04.2024 по т.ч.)[7]

## Випускники академії— Герої України загиблі в ході російського вторгнення в Україну (2014- по т.ч.)
- Білоус Микола Олександрович;
- Буяло Олег Юрійович;
- Довгий Олег Іванович;
- Єрофєєв Макар Володимирович;
- Коваленко Юрій Вікторович;
- Кривоносов Сергій Сергійович;
- Лонський Владислав Олегович;
- Лоскот Євген Олександрович;
- Ляшенко Ігор Вікторович;
- Назарук Юрій Володимирович;
- Романченко Дмитро Юрійович;
- Сенюк Тарас Михайлович;
- Чибінєєв Валерій Вікторович.